# Islanđani
Islanđani su maleni germanski narod s Islanda, potomci naseljenika čija je pradomovina Norveška. Ima ih oko 250 000 na otoku i u Sjevernoj Americi. Pretežno se bave ribarstvom i stočarstvom.

## Ime
Naziv Islanđani dolazi po otočnoj državi Island (Ísland =ledena zemlja). Sami sebe oni (na Islandu) nazivaju Íslendingar, dočim one nastanjene u Sjevernoj Americi  (Kanadi i SAD).-u zovu Vestur Íslendingar ili Zapadni Islanđani.

## Rasprostranjenost
Ovaj maleni narod danas poglavito živi na otoku Islandu gdje im se broj kreće oko 280.000, te ima nešto iseljenih u SAD (50.000), Kanadu (12.000), nadalje u Norveškoj (3.700) i Švedskoj (3.600). Ukupno svih Islanđana ima oko 356.000 (2008.).

## Povijest
Preci Islanđana dolaze na otok u kasnom 9. i ranom 10. stoljeću, i poglavito su porijeklom s područja današnje Norveške. Godine 930. vodeće poglavice utemeljuju najstariji parlament na svijetu Alþingi (Althingi, Althing), vjerojatno u Þingvelliru (Thingvellir) a njihova samostalnost potrajat će sve do ujedinjenja s Norveškom krunom, s kojima se u kasnom 14. stoljeću ujedinjuju s Danskom. Svoj parlament ponovno utemeljuju tek 1843. a 1918. uz suglasnost s Danskom ponovno osnivaju suverenu državu. Godine 1940. dolaze pod okupaciju Nijemaca. U svibnju iste godine otok okupiraju britanske vojne snage a početkom Drugog svjetskog rata u svibnju (1941) na njega dolaze i Amerikanci. Nezavisnot ponovno proglašavaju u lipnju 1944., te pet godina kasnije (1949) pristupaju u NATO. Danas je Island jedina zemlja NATO saveza bez vojnih snaga.

## Etnografija
Islanđani su ribarski narod čija ekonomija i danas počiva na ribarstvu i ribljoj industriji, a 80% industrije je prehrambena. Uz ribu na jelovniku se nalazi i svinjetina, ovčetina, janjetina (jela sviðasulta, lifrarpylsa, hangikjöt), konjsko meso, kao i neka bizarna jela koja se pripremaju od mesa morskih pasa (Hákarl) i kitova. Uz hangikjöt Islanđani piju pivu slično piće poznato kao malt, te uz tradicionalni Þorramatur veoma žestoko piće brennivín ili  'crna smrt'. Þorramatur se poslužuje uz crni kruh od raži kojega nazivaju rúgbrauð. Od tradicionalnih ribljih jela poznata su tvrdo-sušeni harðfiskur i skyr.

## Vanjske poveznice
- Icelanders  Arhivirana inačica izvorne stranice od 17. svibnja 2006. (Wayback Machine)
- Icelanders, a diverse bunch?